# Генетика человека
Гене́тика челове́ка — раздел генетики, изучающий закономерности наследования и изменчивости признаков у человека. Эту отрасль условно подразделяют на антропогенетику, изучающую наследственность и изменчивость нормальных признаков человеческого организма, и медицинскую генетику. Генетика человека связана также с эволюционной теорией, так как исследует конкретные механизмы эволюции человека и его место в природе, вместе с психологией, философией и социологией.

## Методы изучения генетики человека
Изучение наследственности и изменчивости человека затруднено вследствие невозможности применить многие стандартные подходы генетического анализа. В частности, невозможно осуществить направленное скрещивание или экспериментально получить мутации. Человек является трудным объектом для генетических исследований также из-за позднего полового созревания и малочисленности потомства. Особенности человека как генетического объекта отражаются на наборе доступных методов исследования.

### Генеалогический метод
В генетике человека вместо классического гибридологического анализа применяют генеалогический метод, который состоит в анализе распределения в семьях (точнее, в родословных) лиц, обладающих данным признаком (или аномалией) и не обладающих им, что раскрывает тип наследования, частоту и интенсивность проявления признака и так далее. При анализе семейных данных получают также цифры эмпирического риска, то есть вероятность обладания признаком в зависимости от степени родства с его носителем. Генеалогическим методом уже показано, что более 1800 морфологических, биохимических и других признаков человека наследуется по законам Менделя. Многие признаки и болезни человека наследуются сцепленно с полом и обусловлены генами, локализованными в Х-хромосоме. Таких генов известно около 120. К ним относятся гены гемофилии А и В, недостаточности фермента глюкозо-6-фосфатдегидрогеназы, цветовой слепоты и другие.

### Близнецовый метод
Другой метод — близнецовый. Однояйцевые близнецы (ОБ) развиваются из одной яйцеклетки, оплодотворённой одним спермием; поэтому их генотип идентичен. Разнояйцевые близнецы (РБ) развиваются из двух и более яйцеклеток, оплодотворённых разными спермиями; поэтому их генотипы различаются так же, как у братьев и сестёр (сибсов). Сравнение внутрипарных различий между ОБ и РБ позволяет судить об относительном значении наследственности и среды в определении свойств человеческого организма. В близнецовых исследованиях особенно важен показатель конкордантности, выражающий (в %) вероятность обладания данным признаком одним из членов пары ОБ или РБ, если его имеет другой член пары. Если признак детерминирован преимущественно наследственными факторами, то процент конкордантности намного выше у ОБ, чем у РБ. Например, конкордантность по группам крови, которые детерминированы только генетически, у ОБ равна 100 %. При шизофрении конкордантность у ОБ достигает 67 %, в то время как у РБ — 12,1 %; при врождённом слабоумии (олигофрении) — 94,5 % и 42,6 % соответственно. Подобные сравнения проведены в отношении ряда заболеваний. Исследования близнецов показывают, что вклад наследственности и среды в развитие самых разнообразных признаков различен и признаки развиваются в результате взаимодействия генотипа и внешней среды. Одни признаки обусловлены преимущественно генотипом, при формировании других признаков генотип выступает в качестве предрасполагающего фактора (или фактора, лимитирующего норму реакции организма на действия внешней среды).

### Популяционно-статистический метод
Распространение мутаций среди больших групп населения изучает популяционная генетика человека, позволяющая составить карты распространения генов, определяющих развитие нормальных признаков и наследственных болезней. Особый интерес для этой генетики представляют изоляты — группы населения, в которых по каким-либо причинам (например, географическим, экономическим, социальным, религиозным) браки заключаются чаще между членами группы. Это приводит к повышению частоты кровного родства вступающих в брак, а значит, и вероятности того, что рецессивные гены перейдут в гомозиготное состояние и проявятся, что особенно заметно при малочисленности изолята.
Методами популяционной генетики пользуются органы здравоохранения для решения вопросов медицинского, медикаментозного и диагностического обеспечения населения. Данные популяционной генетики используются в практическом здравоохранении для расчета коечного фонда, количества необходимых специалистов, выделении финансов при организации лечебно-профилактической помощи при особо опасных, но редко встречающихся заболеваниях.

### Цитогенетический метод
Широкое использование в генетике человека цитологических методов способствовало развитию цитогенетики, где основной объект исследования — хромосомы, то есть структуры клеточного ядра, в которых локализованы гены. Установлено (1956), что хромосомный набор в клетках тела человека (соматических) состоит из 46 хромосом, причём женский пол определяется наличием двух Х-хромосом, а мужской — Х-хромосомы и Y-xpoмосомы. В зрелых половых клетках находится половинное (гаплоидное) число хромосом. Митоз, мейоз и оплодотворение поддерживают преемственность и постоянство хромосомного набора как в ряду клеточных поколений, так и в поколениях организмов. В результате нарушений указанных процессов могут возникать аномалии хромосомного набора с изменением числа и структуры хромосом, что приводит к возникновению т. н. хромосомных болезней, которые нередко выражаются в слабоумии, развитии тяжёлых врождённых уродств, аномалий половой дифференцировки или обусловливают самопроизвольные аборты.

### Дерматоглифический метод
Дерматоглифика — раздел медицинской генетики, изучающий наследственную обусловленность рисунков на коже кончиков пальцев, ладоней и подошв человека. Дерматоглифика может применяться для диагностики некоторых врождённых пороков развития, так как они сопровождаются характерным изменением не только рисунков пальцев и ладоней, но и основных сгибательных борозд на коже ладоней.
Рисунки кожных узоров строго индивидуальны и наследственно обусловлены. Процесс образования папиллярного рельефа пальцев, ладоней и стоп происходит в течение 3-6 месяца внутриутробного развития. В процессе формирования гребней на коже выделяют 3 этапа. Первый (подготовительный этап): на 8-10 неделе беременности происходит накопление индукторов и репрессоров для «запуска» генов, детерминирующих гребнеобразование и формирование папиллярных рисунков. Второй этап: на 10-24-й неделе наблюдаются генетически обусловленное формирование гребней и папиллярных узоров. Третий этап: с 24-й недели до момента рождения происходит формирование кожи как тактильного органа.

## Значение и достижения
Успехи в развитии генетики человека сделали возможными предупреждение и лечение наследственных заболеваний. Один из эффективных методов их предупреждения — медико-генетическое консультирование с предсказанием риска появления больного в потомстве лиц, страдающих данным заболеванием или имеющих больного родственника. Достижения биохимической генетики человека раскрыли первопричину (молекулярный механизм) многих наследственно обусловленных дефектов, аномалий обмена веществ, что способствовало разработке методов экспресс-диагностики, позволяющих быстро и рано выявлять больных, и лечения многих прежде неизлечимых наследственных болезней. Чаще всего лечение состоит во введении в организм веществ, не образующихся в нём вследствие генетического дефекта, или в составлении специальных диет, из которых устранены вещества, оказывающие токсическое действие на организм в результате наследственно обусловленной неспособности к их расщеплению. Многие генетические дефекты исправляются с помощью своевременного хирургического вмешательства или педагогической коррекции. Практические мероприятия, направленные на поддержание наследственного здоровья человека, на охрану генофонда человечества, осуществляются через систему медико-генетических консультаций. Их основная цель — информировать заинтересованных лиц о вероятности риска появления в потомстве больных. К медико-генетическим мероприятиям относится также пропаганда генетических знаний среди населения, так как это способствует более ответственному подходу к деторождению. Медико-генетическая консультация воздерживается от мер принудительного или поощрительного характера в вопросах деторождения или вступления в брак, принимая на себя лишь функцию информации. Большое значение имеет система мер, направленных на создание наилучших условий для проявления положительных наследственных задатков и предотвращение вредных воздействий среды на наследственность человека.
Генетика человека представляет собой естественнонаучную основу борьбы с расизмом, убедительно показывая, что расы — это формы адаптации человека к конкретным условиям среды (климатическим и иным), что они отличаются друг от друга не наличием «хороших» или «плохих» генов, а частотой распространения обычных генов, свойственных всем расам. Генетика человека показывает, что все расы равноценны (но не одинаковы) с биологической точки зрения и обладают равными возможностями для развития, определяемого не генетическими, а социально-историческими условиями. Констатация биологических наследственных различий между отдельными людьми или расами не может служить основанием для каких-либо выводов морального, юридического или социального порядка, ущемляющих права этих людей или рас.

## Примеры
| Примеры доминантных и рецессивных признаков у людей | Примеры доминантных и рецессивных признаков у людей                                                                                            | Примеры доминантных и рецессивных признаков у людей                            |
| Части тела                                          | Доминантный признак | Рецессивный признак                                                            |
| --------------------------------------------------- | --- | ------------------------------------------------------------------------------ |
| Глаза                                               | Большие | Маленькие                                                                      |
| Глаза                                               | Разрез глаз прямой | Разрез глаз косой                                                              |
| Глаза                                               | Монголоидный тип глаз | Европеоидный тип глаз                                                          |
| Глаза                                               | Верхнее веко нависающее | Верхнее веко нормальное                                                        |
| Глаза                                               | Длинные ресницы | Короткие ресницы                                                               |
| Глаза                                               | Близорукость | Норма                                                                          |
| Глаза                                               | Дальнозоркость | Норма                                                                          |
| Глаза                                               | Астигматизм | Норма                                                                          |
| Глаза                                               | Карие (светло-карие и зеленые) | Серые или голубые                                                              |
| Глаза                                               | Предрасположенность к катаракте | Норма                                                                          |
| Глаза                                               | Куриная слепота (ослабленное зрение в сумерках)                                                                                                | Норма                                                                          |
| Рот                                                 | Способность загибать язык назад | Нет                                                                            |
| Рот                                                 | Способность свертывать язык трубочкой | Нет                                                                            |
| Рот                                                 | Зубы при рождении | Отсутствие зубов при рождении                                                  |
| Рот                                                 | Выступающие вперед зубы и челюсти | Зубы и челюсти не выступают                                                    |
| Рот                                                 | Щель между резцами | Отсутствует                                                                    |
| Рот                                                 | Предрасположенность к кариесу зубов | Норма                                                                          |
| Рот                                                 | Полные губы | Тонкие губы                                                                    |
| Рот                                                 | Габсбургская губа | Норма                                                                          |
| Лицо и голова                                       | Короткий череп (брахицефалия) | Длинный (долихоцефалия)                                                        |
| Лицо и голова                                       | Лицо круглое | Продолговатое                                                                  |
| Лицо и голова                                       | Подбородок прямой | Скошенный подбородок                                                           |
| Лицо и голова                                       | Ямочка на подбородке | Гладкий подбородок                                                             |
| Лицо и голова                                       | Ямочки на щеках | Гладкие щеки                                                                   |
| Лицо и голова                                       | Выдающиеся скулы | Норма                                                                          |
| Лицо и голова                                       | Веснушки | Отсутствие веснушкек                                                           |
| Лицо и голова                                       | Подбородок длинный | Короткий                                                                       |
| Лицо и голова                                       | Подбородок широкий | Узкий и острый                                                                 |
| Голос                                               | Сопрано у женщин | Альт                                                                           |
| Голос                                               | Бас у мужчин | Тенор                                                                          |
| Нос                                                 | Крупный | Средней величины или маленький                                                 |
| Нос                                                 | Узкий, острый, выступающий вперед | Широкий                                                                        |
| Нос                                                 | Высокая и узкая переносица | Низкая и широкая переносица                                                    |
| Нос                                                 | Нос с горбинкой | Прямая или согнутая переносица                                                 |
| Нос                                                 | Кончик носа направлен прямо | Курносый нос                                                                   |
| Нос                                                 | Широкие ноздри | Узкие ноздри                                                                   |
| Уши                                                 | Свободная мочка | Приросшая мочка                                                                |
| Уши                                                 | Острая верхушка уха (дарвиновский бугорок имеется)                                                                                             | Отсутствует                                                                    |
| Уши                                                 | Лопоухость | Норма                                                                          |
| Слух                                                | Абсолютный музыкальный слух | Слух отсутствует                                                               |
| Волосы                                              | Темные | Светлые                                                                        |
| Волосы                                              | Нерыжие | Рыжие                                                                          |
| Волосы                                              | Курчавые | Волнистые                                                                      |
| Волосы                                              | Волнистые | Прямые                                                                         |
| Волосы                                              | Шерстистые | Гладкие                                                                        |
| Волосы                                              | Облысение (у мужчин) | Норма                                                                          |
| Волосы                                              | Норма | Облысение (у женщин)                                                           |
| Волосы                                              | Белая прядь | Норма                                                                          |
| Волосы                                              | «Мыс вдовы» | Норма                                                                          |
| Волосы                                              | Преждевременное поседение | Норма                                                                          |
| Волосы                                              | Обильная волосатость тела | Мало волос на теле                                                             |
| Волосы                                              | Широкие пушистые брови | Норма                                                                          |
| Волосы                                              | Синофриз | Норма                                                                          |
| Руки                                                | Праворукость | Леворукость                                                                    |
| Руки                                                | Указательный палец руки длиннее безымянного (у мужчин)                                                                                         | Указательный палец руки длиннее безымянного (у женщин)                         |
| Руки                                                | Большой палец руки толстый и короткий (расплющенный)                                                                                           | Нормальное строение пальца (нормальной длины, равномерной толщины, не широкий) |
| Руки                                                | Ногти тонкие и плоские | Нормальные                                                                     |
| Руки                                                | Ногти очень твердые | Нормальные                                                                     |
| Руки                                                | Узоры на коже пальцев эллиптические | Узоры на коже пальцев циркулярные                                              |
| Ноги                                                | Предрасположенность к варикозному расширению вен                                                                                               | Норма                                                                          |
| Ноги                                                | Второй палец ноги длиннее большого | Второй палец ноги короче                                                       |
| Ноги                                                | Повышенная подвижность большого пальца | Норма                                                                          |
| Кожа                                                | Смуглая кожа | Светлая кожа                                                                   |
| Кожа                                                | Пегая пятнистость (белопегость) | Нормальный цвет кожи                                                           |
| Кожа                                                | Пигментированное пятно в области крестца | Отсутствует                                                                    |
| Кожа                                                | Кожа толстая | Кожа тонкая                                                                    |
| Кровь                                               | Группы крови А, В и АВ | Группа крови О                                                                 |
| Кровь                                               | Наличие резус-фактора (Rh+) | Отсутствие резус-фактора (Rh-)                                                 |
| Обмен веществ                                       | Ощущение вкуса фенилтиомочевины | Неспособность ощущать вкус фенилтиомочевины                                    |
| Обмен веществ                                       | Способность к секреции в слюну агглютининов (т. н. «секреторы»)                                                                                | Отсутствие этого признака                                                      |
| Обмен веществ                                       | Способность выделять в мочу после приема пищи метанэтиола (спаржи), бетанина (свеклы), β-аминоизомасляной кислоты (продукт катаболизма тимина) | Отсутствие этих признаков                                                      |
| Обмен веществ                                       | Склонность к ожирению | Отсутствует                                                                    |
| Наследственные заболевания рецессивного типа        | Норма | Фенилкетонурия                                                                 |
| Наследственные заболевания рецессивного типа        | Норма | Предрасположенность к шизофрении                                               |
| Наследственные заболевания рецессивного типа        | Норма | Предрасположенность к сахарному диабету                                        |
| Наследственные заболевания рецессивного типа        | Норма | Парагемофилия (склонность к кожным и носовым кровотечениям)                    |
| Наследственные заболевания рецессивного типа        | Норма | Альбинизм                                                                      |
| Наследственные заболевания рецессивного типа        | Норма | Пигментная ксеродерма                                                          |
| Наследственные заболевания рецессивного типа        | Норма | Врожденная глухонемота                                                         |
| Наследственные заболевания рецессивного типа        | Норма | Отсутствие резцов и клыков на верхней челюсти                                  |
| Наследственные заболевания рецессивного типа        | Норма | Серповидноклеточная анемия                                                     |
| Наследственные заболевания рецессивного типа        | Норма | Талассемия                                                                     |
| Наследственные заболевания рецессивного типа        | Норма | Муковисцидоз                                                                   |
| Наследственные заболевания рецессивного типа        | Норма | Цистофиброз                                                                    |
| Наследственные заболевания рецессивного типа        | Норма | Тританопия                                                                     |
| Наследственные заболевания рецессивного типа        | Норма | Анэнцефалия                                                                    |
| Наследственные заболевания доминантного типа        | Полидактилия | Норма                                                                          |
| Наследственные заболевания доминантного типа        | Брахидактилия | Норма                                                                          |
| Наследственные заболевания доминантного типа        | Синдактилия | Норма                                                                          |
| Наследственные заболевания доминантного типа        | Элиптоцитоз | Норма                                                                          |
| Наследственные заболевания доминантного типа        | Арахнодактилия | Норма                                                                          |
| Наследственные заболевания доминантного типа        | Ахондроплазия | Норма                                                                          |
| Наследственные заболевания доминантного типа        | Ключично-черепной дизостоз | Норма                                                                          |
| Наследственные заболевания доминантного типа        | Отсутствие малых коренных зубов | Норма                                                                          |
| Наследственные заболевания доминантного типа        | Нейрофиброматоз | Норма                                                                          |
| Наследственные заболевания доминантного типа        | Некоторые формы аниридии | Норма                                                                          |
| Наследственные заболевания доминантного типа        | Краниосиностоз | Норма                                                                          |
| Наследственные заболевания доминантного типа        | Миоплегия | Норма                                                                          |
| Наследственные заболевания доминантного типа        | Склонность к подагре | Норма                                                                          |
| Наследственные заболевания доминантного типа        | Гиперхолестеринемия | Норма                                                                          |
| Наследственные заболевания доминантного типа        | Множественная телеангиэктазия | Норма                                                                          |